# Danh sách phim VTV phát sóng năm 2013
Đây là danh sách phim do Đài Truyền hình Việt Nam phát sóng trong năm 2013.
←2012 - 2013 - 2014→

## Phim Tết Nguyên Đán
Những bộ phim này phát sóng trên VTV1 và VTV3 dịp Tết Nguyên Đán Quý Tỵ.
| Thời gian       | Tên             | Số tập | NSX         | Đoàn làm phim | Bài hát chủ đề                        | Thể loại           | Ghi chú                                                     |
| --------------- | --------------- | ------ | ----------- | --- | ------------------------------------- | ------------------ | ----------------------------------------------------------- |
| 10 - 13 tháng 2 | Vận may bất ngờ | 4      | VFC         | Trịnh Lê Phong (đạo diễn); Hà Anh Thư (kịch bản); NSƯT Chí Trung, Kim Oanh, Tùng Dương, Viết Thái, Huyền Trang, Hải Anh, Ngọc Quỳnh, NSƯT Diệu Thuần, Xuân Huy, Anh Thư, Thanh Hòa, Ba Duy, Thanh Bình, Kim Anh, Đức Ngạn... | Yêu em nhiều Trình bày: Anh Quân Idol | Hài kịch           | Phát sóng từ 20:05 đến 21:00 ngày mùng 1 - 4 Tết trên VTV1. |
| 11 - 14 tháng 2 | Trốn Tết        | 4      | V-Art Films | Nguyễn Duy Võ Ngọc (đạo diễn); Huy Khánh, Tấn Bo, Thanh Tùng, Hà Linh, Kiều Linh... |                                       | Hài kịch, Tội phạm | Phát sóng từ 21:15 đến 22:00 ngày mùng 2 - 5 Tết trên VTV3. |

## VTV1 - Phim truyện giờ vàng

### Phim thứ Hai - thứ Tư
Những bộ phim này phát sóng 20:35 đến 21:30 các ngày từ thứ Hai đến thứ Tư hàng tuần trên kênh VTV1.
| Thời gian                                  | Tên                 | Số tập | NSX                 | Đoàn làm phim | Bài hát chủ đề                                                                                      | Thể loại           | Ghi chú                                                          |
| ------------------------------------------ | ------------------- | ------ | ------------------- | --- | --------------------------------------------------------------------------------------------------- | ------------------ | ---------------------------------------------------------------- |
| 6 tháng 3 - 28 tháng 5                     | Không thể gục ngã   | 33     | FaFilm TP. HCM      | Bùi Cường (đạo diễn); Giáp Kiều Hưng, Trịnh Đan Phượng (nhà văn); Phạm Thiên Thanh, Chánh Nghĩa, Trọng Nhân, Nhật Trường, Ôn Bích Hằng, Quách Tĩnh, Thanh Tân, Phương Hằng... | Đi tìm ngày xanh & Hạnh phúc tuyệt vời Trình bày: Văn Tứ Quý                                        |                    |                                                                  |
| 29 tháng 5 - 17 tháng 7                    | Huyền thoại 1C      | 22     | Tây Nam Film        | Nguyễn Thanh Vân (đạo diễn); Đoàn Minh Tuấn (kịch bản); Thiên Bảo, Nhã Uyên, Diệu Thúy, Thanh Nghĩa, Ngọc Quý, Uyên My, Lưu Quốc Quang, Trương Khả Ly, Thanh Xuân, Mai Duyên, Cas Tuấn Anh, Lê Thanh Bước, Phi Thiên Vũ, Bùi Quang Đạt, Hương Ngân, Mỹ Hằng, Hoài Ân, Phan Hồng Tuyết, Lê Vinh, Kiều Phương, Hoa Việt Bảo, Minh Nguyệt, Nguyễn Tấn Sỉ, Trần Lê Tâm, Hồ Văn Thọ. . . | | Lịch sử            | Phim được Bộ Văn hóa, Thể thao và Du lịch đặt hàng.              |
| 22 tháng 7 - 21 tháng 10                   | Giấc mơ hạnh phúc   | 37     | Interbrand Việt Nam | Bùi Huy Thuần (đạo diễn); Nguyễn Thu Hà, Hà Thu Hà, Lại Minh Nguyệt (kịch bản); Hoàng Hải, Khuất Quỳnh Hoa, Thu Hương, Phương Oanh, Tùng Dương, Ngọc Quỳnh, Phạm Hồng Minh, Minh Tuấn, Chi Pu, Nguyễn Mạnh Quân, Hồng Quang, Hoàng Yến, Phùng Tiến Minh, Phương Linh, Minh Châu, Phạm Minh Nguyệt, Thanh Quý, Tiến Mộc, Vũ Hải, Thu Nhàn, Thiên Kiều, Tạ Vũ Thu... | Tình yêu như lúc ban đầu Trình bày bản mở đầu: Kim Oanh Nguyễn Trình bày bản kết thúc: Bùi Anh Tuấn | Tình cảm, Hôn nhân |                                                                  |
| 22 tháng 10 năm 2013 - 15 tháng 1 năm 2014 | Thái sư Trần Thủ Độ | 34     | Xưởng phim truyện I | Đào Duy Phúc (đạo diễn); Nguyễn Mạnh Tuấn (kịch bản); Thiên Bảo, Lã Thanh Huyền, Hứa Vĩ Văn, Lan Hương, Hoàng Dũng, Mạnh Cường, Nguyễn Hải, Trần Đức, Viết Liên, Bùi Bài Bình, Đỗ Kỷ, Chí Trung, Chu Hùng, Cường Việt, Văn Báu, Tạ Minh Thảo, Diệu Thuần, Bá Anh, Xuân Trường, Võ Thành Tâm, Thu Hà, Minh Hương, Tạ Vũ Thu, Bích Ngọc, Nguyễn Quỳnh Trang, Thanh Hoài, Mai Chi, Minh Phương, Phan Trí Tuệ, Vũ Phan Anh, Mai Như Quỳnh, Đào Hạnh Đan, Minh Đức, Linh Huệ, Phạm Minh Nguyệt, Đào Văn Bích, Trịnh Văn Huy, Vũ Văn Trung, Hoàng Hải, Hạnh Lê, Đình Chiến, Thanh Tùng, Hoàng Tùng, Phú Đôn, Nguyễn Thanh Bình... | Tình yêu ngàn đau Trình bày: Trọng Tấn Con hạc vàng Trình bày: Tùng Dương                           | Thời kỳ, Lịch sử,  | Sản xuất năm 2010 nhân dịp kỷ niệm 1000 năm Thăng Long - Hà Nội. |

### Phim thứ Năm - thứ Sáu
Những bộ phim này phát sóng 20:35 đến 21:30 các ngày thứ Năm, thứ Sáu hàng tuần trên kênh VTV1.
| Thời gian                                 | Tên                  | Số tập | NSX             | Đoàn làm phim | Bài hát chủ đề                                    | Thể loại             | Ghi chú |
| ----------------------------------------- | -------------------- | ------ | --------------- | --- | ------------------------------------------------- | -------------------- | --- |
| 21 tháng 3 - 3 tháng 8                    | Ngược sóng           | 38     | Cát Tiên Sa     | Lê Cung Bắc (đạo diễn); Trịnh Thanh Nhã, Lê Anh Thúy (kịch bản); Hoàng Phúc, Phương Mai, Mai Huỳnh, Nguyễn Hậu, Mai Sơn Lâm, Lê Thu An, Quốc Tân, Thúy Phượng, Lân Bích, Lê Bình, Thành Lũy, Trường Thịnh, Minh Hoàng, Lisa Hương, Thiên Nga, Đoàn Mai Phương, Nguyệt Minh, Ôn Bích Hằng, Huỳnh Sơn Thái...                                                                                           | Vượt sóng Trình bày: Tuyết Mai                    | Chính trị            | Chuyển thể từ tiểu thuyết "Canh Năm" của nhà văn Lê Thành Chơn.                                                                                   |
| 9 tháng 8 - 5 tháng 12                    | Trò đời              | 32     | VFC và VCA Film | Phạm Nhuệ Giang (đạo diễn); Lê Anh Thúy, Trịnh Thanh Nhã (kịch bản); Minh Hằng, Bảo Thanh, Việt Bắc, Thúy An, Thiện Tùng, Phú Đôn, Tô Dũng, Chiến Thắng, Hoàng Yến, Thanh Dương, Minh Phương, Quốc Anh, Quang Thắng, Mai Chi, Hồng Lê, Lâm Tùng, Tạ Am, Phú Thăng, Diệp Bích, Thanh Quý, Thanh Chi, An Ninh, Nguyệt Hằng, Hoàng Huy, Đặng Loan, Thúy Hường, Sĩ Tiến, Anh Tuấn, Hằng Nga, Bích Ngọc... | Đời sống xứng đáng Trình bày: Bạch Vân            |                      | Dựa theo tiểu thuyết và truyện ngắn: "Số đỏ", "Kỹ nghệ lấy Tây", "Cơm thầy cơm cô", "Làm tình", "Ánh sáng kinh thành" của nhà văn Vũ Trọng Phụng. |
| 6 tháng 12 năm 2013 - 18 tháng 4 năm 2014 | Làng ma - 10 năm sau | 33     | VTV và TVPlus   | Nguyễn Hữu Phần (đạo diễn & kịch bản); Phùng Hoàng Cường, Trần Anh Tuấn, Ngọc Quỳnh, Thúy An, Kim Oanh, Trung Hiếu, Đỗ Bạch Diện, Lý Thanh Kha, Tuấn Quang, Bùi Bá Thiện, Thanh Tú, Ngọc Hoa, Phạm Anh Tuấn, Tùng Anh, Việt Dương, Thu Hằng, Dịu Hương, Kim Ngân, Thủy Tiên, Minh Tiến... | Đêm cuối cùng của mùa đông Trình bày: Minh Chuyên | Nông thôn, Chính trị | Là phần tiếp theo của phim "Ma làng" (2007). |

## VTV3 - Phim truyện giờ vàng

### Phim thứ Hai - thứ Tư
Những bộ phim này phát sóng 21:30 đến 22:20 các ngày từ thứ Hai đến thứ Tư hàng tuần trên kênh VTV3.
| Thời gian                                  | Tên                                    | Số tập | NSX                      | Đoàn làm phim | Bài hát chủ đề                                                                                 | Thể loại            | Ghi chú |
| ------------------------------------------ | -------------------------------------- | ------ | ------------------------ | --- | ---------------------------------------------------------------------------------------------- | ------------------- | --- |
| 7 tháng 1 - 9 tháng 4                      | Đi qua dĩ vãng                         | 38     | VTV và Blue Planet Films | Nguyễn Duy Võ Ngọc (đạo diễn); Đặng Thanh, Thanh Tâm, Thoại Liên (kịch bản); Chánh Tín, Thanh Thức, Thiên Hương, Hoàng Ny, Ngọc Tường, Oanh Kiều, Thùy Dương, Phúc An, Miên Viễn, Đào Anh Tuấn, Cao Thanh Danh, Minh Trí, Anh Tài, Anh Kiệt, Hồng Thủy, Trà My... | Đánh mất linh hồn Trình bày: Lâm Minh Huy Ước gì quay về Trình bày: Đặng Thái Hà               | Tình cảm, Gia đình  | Hoãn 3 tập vào các ngày 11 - 13 tháng 2 để phát sóng các chương trình dịp Tết Nguyên Đán Quý Tỵ 2013. Sản xuất năm 2012.                             |
| 10 tháng 4 - 8 tháng 7                     | Cảnh sát hình sự: Bí mật tam giác vàng | 38     | Lasta Film               | Nguyễn Dương (đạo diễn); Nguyễn Như Phong (nhà văn & kịch bản); Mạnh Trường, Nhung Kate, Diễm Hằng, Tạ Minh Thảo, Văn Báu, Hồ Phong, Tùng Yuki, Hoàng Hải, Nguyễn Sanh, Chu Hùng, Diệu Thuần, Hoàng Yến, Minh Thắng, Bình Xuyên, Cao Minh Đạt... | Bí mật Tam Giác Vàng Bản mở đầu của Kasim Hoàng Vũ Bản kết thúc của Văn Thắng (The Voice 2013) | Tội phạm, Hành động | Chuyển thể từ tiểu thuyết "Liên minh tay ba ở Tam Giác Vàng" của Nguyễn Như Phong. Ghi hình ở Việt Nam, Lào, Thái Lan và Myanmar. Sản xuất năm 2012. |
| 9 tháng 7 - 16 tháng 9                     | Váy hồng tầng 24                       | 30     | VTV và BHD               | Nguyễn Minh Chung (đạo diễn); Thái Hà (Việt hóa kịch bản); Diễm My, Huy Khánh, Minh Khuê, Hứa Vĩ Văn, Kim Hiền, Chi Bảo, Khánh My, Quốc Trường, Kyo York, Yumi Dương, Kiều Ngân, Huỳnh Long, Thúy Hạnh, Lan Phương, Lân Bích, Đàm Loan, Mã Trung... | Tango trao tay Trình bày Văn Mai Hương                                                         | Lãng mạn, Văn phòng | Dựa trên bộ phim truyền hình Trung Quốc "Unbeatable - Beauties Around".                                                                              |
| 17 tháng 9 - 30 tháng 12                   | Khi yêu đừng hỏi tại sao               | 45     | VTV và V-Art Films       | Châu Huế (đạo diễn); Hải Thiên Nam (kịch bản); Tùng Haru, Bích Trâm, Mẫn Đức Kiên, Nguyễn Đình Thơ, Thanh Thủy, Ngọc Thơ, Trịnh Phương Đài, Hùng Cửu Long, Trần Lượng, Phạm Hồng, Thiên Hương, Cao Hoàng, Nguyễn Sanh, Mỹ Dung, Mã Trung... | Thôi về đi & Khi cơn mưa qua Trình bày: Ngọc Anh Idol                                          |                     | |
| 31 tháng 12 năm 2013 - 12 tháng 3 năm 2014 | Chỉ có thể là yêu                      | 32     | VFC                      | Vũ Minh Trí (đạo diễn); Nguyễn Thu Thủy, Giáp Kiều Hưng, Trịnh Đan Phượng, Trịnh Khánh Hà, Trịnh Cẩm Hằng (kịch bản); Việt Anh, Linh Phương, Minh Hòa, Trần Đức, Hồng Đăng, Trần Chí Trung, Huyền Thạch, Vũ Thu Hoài, Thu Phương, Ngô Thu Thuận, Thế Bình, Minh Phương, Thanh Sơn, Trí Tuệ, Bảo Thanh, Nguyễn Huyền Trang, Sơn Tùng, Quốc Thắng, Chí Thanh, Hoàng Yến, Minh Đức... | Chỉ có thể là yêu Trình bày: Minh Tiến                                                         | Tình cảm, Lãng mạn  | Chuyển thể từ tiểu thuyết cùng tên của nhà văn Hân Như. Sản xuất năm 2012.                                                                           |

### Phim thứ Năm - thứ Sáu
Những bộ phim này phát sóng 21:30 đến 22:20 các ngày thứ Năm và thứ Sáu hàng tuần trên kênh VTV3.
| Thời gian                                 | Tên                                 | Số tập | NSX | Đoàn làm phim | Bài hát chủ đề | Thể loại                      | Ghi chú |
| ----------------------------------------- | ----------------------------------- | ------ | --- | --- | --- | ----------------------------- | --- |
| 14 tháng 3 - 26 tháng 7                   | Tình yêu không hẹn trước            | 40     | VFC | Trọng Trinh, Bùi Tiến Huy (đạo diễn); Chu Thu Hằng, Trịnh Vĩnh Hà (kịch bản); Việt Anh, Lã Thanh Huyền, Mạnh Cường, Quế Hằng, Lan Hương 'Bông', Phú Kiên, Minh Hằng, Minh Hương, Ngọc Quỳnh, Quỳnh Nga, Việt An, Đặng Loan... | Xa Trình bày: Hương Tràm Ta phải xa nhau Trình bày: Nguyễn Ngọc Anh Sao anh cứ im lặng Trình bày: Dương Hoàng Yến | Lãng mạn                      | |
| 1 tháng 8 - 1 tháng 11                    | Cảnh sát hình sự: Bản di chúc bí ẩn | 28     | VFC | Trịnh Lê Phong (đạo diễn); Nguyễn Long Khánh (kịch bản); Linh Sơn, Minh Phương, Phan Anh, Đỗ Kỷ, Trần Tường, Sĩ Tiến, Mạnh Hưng, Bình Xuyên, Diễm Hương, Doãn Quốc Đam, Nguyễn Huyền Trang, Lan Hương 'Bông', Hoàng Tùng, Quỳnh Hoa, Lan Anh, Ngọc Dung, Thùy Dương, Khắc Tùng, Ánh Tuyết, Vũ Hải, Viết Liên, Văn Phú, Phạm Hồng Minh, Hải Anh, Đức Việt, Khôi Nguyên, Anh Dũng, Tiến Mộc, Tuấn Dương...                                                                            | Đến nơi bình yên Trình bày: Lưu Hương Giang Chỉ một lần vấp ngã Trình bày: Bảo Trâm Idol                          | Tội phạm, Gia đình            | Tập 22 phát sóng 20:50 - 21:50 ngày 11 tháng 10.                                                                                            |
| 7 tháng 11 năm 2013 - 21 tháng 3 năm 2014 | Chạm tay vào nỗi nhớ                | 38     | VFC | Vũ Hồng Sơn (đạo diễn); Chu Thanh Hương (kịch bản); Baggio, Diệp Anh, Tiến Lộc, Huyền Trang, Thanh Sơn, Hoàng Phương Anh, Văn Báu, Tạ Minh Thảo, Lê Hồng Quang, Ngọc Dương, Doãn Quốc Đam, Xuân Phúc, Duy Thanh, Sỹ Hoài, Nguyễn Trung Cường, Trần Thị Thường, Tùng Lan, Trần Phương Nhung, Nguyễn Quỳnh Nga, Hồng Ánh, Văn Lộc, Đỗ Minh Hằng, Ánh Tuyết, Nguyễn Kim Dung, Trần Quang Lâm, Tạ Vũ Thu, Phùng Hoàng Cường, Trần Đức, Phương Hạnh, Nguyễn Mạnh Cường, Đỗ Thanh Thủy... | Chạm vào nỗi nhớ Trình bày: Hải Yến Idol                                                                          | Lãng mạn, Tội phạm, Học thuật | Hoãn 2 tập vào các ngày 30 - 31 tháng 1 năm 2014 để phát sóng các chương trình dịp Tết Nguyên Đán Giáp Ngọ 2014. Tên cũ: Học viện cảnh sát. |

## VTV3 - Rubic 8
Những bộ phim này phát sóng 15:00 đến 15:50 thứ Bảy và Chủ Nhật trên kênh VTV3.
| Thời gian                                 | Tên             | Số tập | NSX | Đoàn làm phim | Bài hát chủ đề                                                               | Thể loại           | Ghi chú |
| ----------------------------------------- | --------------- | ------ | --- | --- | ---------------------------------------------------------------------------- | ------------------ | --- |
| 2 tháng 3 - 5 tháng 5                     | Hương ngọc lan  | 20     | VFC | Nguyễn Đức Hiếu (đạo diễn); Hoàng Hồng Hạnh (kịch bản); Thu Quỳnh, Minh Trí, Mạnh Trường, Hương Mai, Vũ Thu Hoài, Nguyệt Hằng, Thanh Dương, Duy Long, Mai Duyên, Cường Việt, Hải Yến, Thanh Tùng, Thu Trang, Hồ Liên, Thanh Bình, Thế Bình... | Rời xa mùa đông Trình bày: Minh Chuyên & Tô Minh Đức                         | Lãng mạn           | |
| 11 tháng 5 - 18 tháng 8                   | Giọt nước rơi   | 30     | VFC | Bùi Quốc Việt (đạo diễn); Võ Thị Xuân Hà, Nguyễn Thị Vân Anh (kịch bản); Hồng Đăng, Chi Pu, Trần Đức, Thanh Quý, Tạ Minh Thảo, Lệ Thu, Chi Hoa, Văn Hoàng, Chí Nhân, Bảo Thanh, Doãn Quốc Đam, Thúy An, Hoàng Anh Vũ, Đào Hoàng Yến, Hoàng Tùng, Trọng Hùng, Xuân Trường, Mạnh Hà... | Nơi tình yêu kết thúc Sáng tác: NSƯT Phùng Tiến Minh Trình bày: Bùi Anh Tuấn | Lãng mạn, tội phạm | Phỏng theo tiểu thuyết "Aquarius/Chuyện dân gian ở thời đại chúng ta" của nhà văn Đức Hoàng. Tên cũ: Lạc lối. |
| 24 tháng 8 - 10 tháng 11                  | Hoa nở trái mùa | 22     | VFC | Nguyễn Khải Anh, Nguyễn Đức Hiếu (đạo diễn); Chu Thu Hằng, Trịnh Vĩnh Hà (kịch bản); Thanh Vân Hugo, Thùy Dương, Lưu Đê Ly, Hải Anh, Mạnh Trường, Thanh Sơn, Thu Hiền, B Trần, Hương Dung, Thế Bình, Thu Hương, Trung Cường, Hải Yến, Hoàng Mai Anh, Bé Coca, Nguyễn Huyền Trang, Hữu Độ, Mạnh Hà, Dương Mạc Yến My, Hoàng Tùng, Thùy Liên, Nguyễn Kim Oanh, Trí Tuệ, Đỗ Phạm Khánh Linh... | Dấu mưa Trình bày: Trung Quân Idol Rung động Trình bày: Hoàng Thùy Linh      | Lãng mạn           | |
| 16 tháng 11 năm 2013 - 2 tháng 2 năm 2014 | Sát thủ Online  | 24     | VFC | Nguyễn Mai Hiền (đạo diễn); Tống Phương Dung (kịch bản); Quang Minh, Bạch Quỳnh, Văn Báu, Thanh Quý, Tạ Am, Sỹ Hoài, Hải Anh, Ninh Trang, Việt Dương, Trọng Hùng, Xuân Thông, Phí Thùy Linh, Kim Ngọc, Tùng Anh, Duy Long, Phạm Anh Tuấn, Linh Rin, Anh Dũng, Hà Min, Ngô Lệ Quyên, Tô Dũng, Phạm Minh Nguyệt...                                                                            | Dấu yêu trở về Sáng tác: Lê Anh Dũng Trình bày: Kasim Hoàng Vũ               | Tội phạm           | Chuyển thể từ tiểu thuyết cùng tên của Nguyễn Xuân Thủy.                                                      |

## VTV6 - Trà Chanh
Những bộ phim này phát sóng 19:15 đến 20:00 thứ Bảy và Chủ Nhật hàng tuần trên kênh VTV6.
| Thời gian                                 | Tên                         | Số tập | NSX | Đoàn làm phim | Bài hát chủ đề                                            | Thể loại           | Ghi chú |
| ----------------------------------------- | --------------------------- | ------ | --- | --- | --------------------------------------------------------- | ------------------ | --- |
| 12 tháng 1 - 2 tháng 3                    | Cô hàng xóm rắc rối         | 14     | VFC | Bùi Tiến Huy, Phạm Gia Phương (giám đốc); Phạm Ngọc Anh (kịch bản); Phan Minh Huyền, Kiên Hoàng, Phạm Cường, Minh Hòa, Trọng Trinh, Quỳnh Tứ, Phương Linh, Nhật Linh, Hà Min, Duy Long, Tiến Cường (Cường Mập), Phương Anh, Hải Anh...                                          | Cô ấy hàng xóm Trình bày: Dương Hoàng Yến                 | Lãng mạn, Hài kịch | |
| 3 tháng 3 - 23 tháng 6                    | Đến từ giấc mơ              | 32     | VFC | Đặng Tất Bình, Nguyễn Thế Vinh, Nguyễn Hoài Thu (đạo diễn); Xuân Tâm (kịch bản); Tường Vi, Khương Thịnh, Bình Minh, Ái Châu, Bích Hằng, Hữu Luân, Khánh Huyền, Đồng Mỹ Vy, Bân Trâm, Mai Chinh, Thành Nhân, Hải Hùng, Châu Thế Tâm, Gia Bảo, Văn Thường, Hải Lý, Trần Tường ... | Có lẽ Trình bày: Tô Minh Đức Hoài Cổ Minh Hải & Nhật Thủy | Lãng mạn, Hài kịch | |
| 29 tháng 6 - 28 tháng 7                   | Đi qua mùa nắng             | 6      | VFC | Bùi Tiến Huy, Nguyễn Đức Hiếu (đạo diễn); Nguyễn Ngân Hà (kịch bản); Diệp Anh, Vương Anh, Kiên Hoàng, Nguyễn Kim Oanh, Linh Chi, Vĩnh Xương ... | Tạm biệt nhé Trình bày: Bảo Trâm Idol                     | Học thuật          | |
| 3 tháng 8 - 7 tháng 12                    | Khi đàn ông góa vợ bật khóc | 36     | VFC | Vũ Trường Khoa (đạo diễn); Nguyễn Huỳnh Bảo Anh (kịch bản); Công Lý, Quỳnh Trang, Hoàng Thu Trang, Trần Trang, Mạnh Hưng, Anh Dũng, Kiên Hoàng, Trần Nhượng, Minh Hằng, Trọng Hùng. . .                                                                                         | Nơi hạnh phúc mỉm cười Trình bày: Thùy Chi                | Gia đình           | Phần gốc của Về nhà đi con sau này. Tên cũ: Hạnh phúc mỉm cười.                                                                                    |
| 8 tháng 12 năm 2013 - 15 tháng 2 năm 2014 | Gái già xì tin              | 20     | VFC | Trần Quang Vinh (đạo diễn); Nguyễn Thu Thủy, Khánh Hà (kịch bản); Phương Oanh, Chí Nhân, Anh Dũng, Minh Hòa, Trần Đức, Đức Trung, Huyền Thanh, Bình Trọng, Uy Linh, Diễm Hương, Viết Thái. . .                                                                                  | Sẽ nói yêu anh Trình bày: Nhật Thủy                       | Lãng mạn, Hài hước | Chuyển thể từ tiểu thuyết cùng tên của Nguyễn Thu Thủy. Phát sóng 22:15 đến 23:00 từ tập 8. Bộ phim cuối cùng phát sóng trong khung giờ Trà Chanh. |

## VTV6 - Phim Sitcom
Khung phim mới được mở trên VTV6 từ ngày 2 tháng 9 với thời lượng 15 phút.
Những bộ phim này phát sóng từ 20:45 đến 21:00 các ngày từ thứ Hai đến thứ Sáu trên kênh VTV6.
| Thời gian                               | Tên               | Số tập        | NSX      | Đoàn làm phim | Bài hát chủ đề                                                                | Thể loại                      | Ghi chú |
| --------------------------------------- | ----------------- | ------------- | -------- | --- | ----------------------------------------------------------------------------- | ----------------------------- | ------- |
| 2 tháng 9 năm 2013 - 9 tháng 2 năm 2015 | 5S Online - Mùa 1 | Tập 1 đến 341 | NeStudio | Nguyễn Hữu Trọng (đạo diễn); Nhóm 5S Online (biên kịch); Nguyễn Mạnh Quân, Chi Pu, B Trần, Hoàng Anh Vũ, Vân Navy, Thanh Hương, Đức Nguyễn, Nguyễn Hữu Trọng, Quỳnh Anh Shyn, Hoàng Thu Trang, Nguyễn Huyền Trang, Linh Miu, nhiều diễn viên khác... Cameo: Hoàng Yến Chibi, Đình Tú, Quỳnh Kool | Hát cho tình bạn Trình bày: Mạnh Quân, B Trần, Vân Navy, Hoàng Anh Vũ, Chi Pu | Hài kịch, văn phòng, tuổi trẻ |         |

## VTV6 - Phim truyện đêm muộn
Những bộ phim này phát sóng từ 22:00 đến 22:30 các ngày từ thứ Hai đến thứ Sáu hàng tuần trên kênh VTV6.
| Thời gian                                  | Tên                | Số tập         | NSX                   | Đoàn làm phim | Bài hát chủ đề                                | Thể loại           | Ghi chú |
| ------------------------------------------ | ------------------ | -------------- | --------------------- | --- | --------------------------------------------- | ------------------ | --- |
| 2 tháng 9 - 8 tháng 11                     | Cha và con         | 48 Bản gốc: 32 | VTV và Kiết Tường LLC | Lý Khắc Lynh (đạo diễn); Đặng Triều Thanh, Kiết Tường (Việt hóa kịch bản); Cao Thùy Dương, Bảo Anh, Trương Nam Thành, Công Danh, Thiên Thủy, Linh Trang, Nguyễn Hữu Hòa, Cao Hoàng, Quách Cung Phong, Kim Ngân, Tiến Đạt, Nguyễn Ngọc Thảo, Phạm Thanh Điền, Anh Thư, Tăng Quỳnh Như, Nguyễn Văn Nghĩa, Minh Hằng, Tiên Châu, Bích Ngọc, Huỳnh Văn Bé, Trịnh Thái Hiệp, Nguyễn Minh Thuận. . . | Sóng đời Trình bày: Tuấn Khanh Microwave      | Tội phạm, Gia đình | Dựa trên loạt phim Ý "Linda and The Cop".                                                                                                 |
| 11 tháng 11 năm 2013 - 21 tháng 2 năm 2014 | Trái tim kiêu hãnh | 68 Bản gốc: 45 | VFS                   | Nguyễn Quốc Tuấn (đạo diễn); Nguyễn Quốc Tuấn, Quỳnh Trang (kịch bản); Mai Chi, Tiến Lộc, Tuấn Hùng, Bùi Cường, Tạ Minh Thảo, Thế Bình, Minh Hằng, Đức Khuê, Vân Navy, Hương Giang, Ngọc Thụy, Khánh Linh, Thúy An, Văn Lượng, Đình Tùng, Hoàng Nam, Quỳnh Anh, Huỳnh Anh, Tú Béo, Huy Cận, Bình Trọng, Hồng Thái, Điền Viên, Huyền Thanh, Hoàng Mai, Minh Thúy, Trần Trung, Thúy Hà, Quốc Thắng, Kinh Quốc, Hồng Thái, Hoàng Nam, Văn Đoàn, Hồng Mỹ, Ngọc Bích, Bá Biên, Mạnh Linh, Xuân Trường, Văn Giáp, Thùy Dương, Phú Đôn, Mạnh Kiên, Văn Bích, Minh Vũ, Quang Hưng, Hồng Hạnh, Thu Hương, Thanh Tú, Thanh Kiều, Như Ý, Cường Việt, Hồng Sơn, Văn Hồng. . . | Trái tim kiêu hãnh Trình bày: Lưu Hương Giang | Thể thao, Lãng mạn | Bắt đầu quay vào năm 2010. Ban đầu dự định 75 tập. Phim được phát sóng mỗi tập 45 phút vào lúc 14h45 từ 24/5 đến 9/7/2015 trên kênh VTV2. |

## Phim truyền hình đặc biệt
Bộ phim này được sản xuất với sự phối hợp của Đài Truyền hình Việt Nam (VTV) và Tokyo Broadcasting System (TBS) nhân dịp kỷ niệm 40 năm thiết lập quan hệ ngoại giao giữa Việt Nam và Nhật Bản.
| Thời gian  | Tên           | Số tập       | NSX        | Đoàn làm phim | Bài hát chủ đề                                          | Thể loại | Ghi chú |
| ---------- | ------------- | ------------ | ---------- | --- | ------------------------------------------------------- | -------- | --- |
| 29 tháng 9 | Người cộng sự | 1 (120 phút) | VFC và TBS | Jun Muto (nhà sản xuất); Phạm Thanh Phong, Ayato Matsuda (đạo diễn); Junichiro Taniguchi (kịch bản); Huỳnh Đông, Noriyuki Higashiyama, Emi Takei, Lan Phương, Mana Ashida, Kazue Fukiishi, Bình Minh, Hồng Đăng, Tetsuya Takeda, Akira Emoto, Yuichi Nakamaru (KAT-TUN), Yukiyo Toake... | Giấc mơ còn mãi Trình bày: Khánh Linh & Nguyễn Ngọc Anh | Lịch sử  | Phát sóng từ 20:00 đến 22:00 trên VTV1. Dựa trên những câu chuyện về cuộc đời và hoạt động của Phan Bội Châu tại Nhật Bản. |